# 大分市指定文化財一覧
大分市指定文化財一覧（おおいたししていぶんかざいいちらん）は、大分県大分市が指定（または登録、選択、選定）した文化財の一覧である。

## 有形文化財
- 熊野権現縁起絵巻
- 神庫（校倉）
- 鳥居（王子神社）
- 刀（大・小）
- 刀（銘 豊府家士神弧丸盛利行年七十才作 ）
- 円寿寺相伝文書及び大友資料
- 大般若経本附納函
- 御城下絵図
- 十一面観音立像
- 紙本着色隠元・木庵・即非三幅対像附絹本淡彩蘆葉達磨図
- 波奈之丸屏風（厳島神社図）
- 熊本藩船鶴崎入港船絵馬
- 岡藩船三佐入港船絵馬
- 府内藩校遊焉館絵図
- 帆足本家酒造蔵
- 脇指（銘豊州藤原友行）
- 刀（銘豊後国高田住次右衛門藤原統行作）
- 刀（銘長谷部國重）
- 木造宝冠釈迦如来座像
- 木造毘沙門天立像
- 木造薬師三尊立像
- 銅造観音菩薩立像
- 丸山八幡神社楼門
- 木造地蔵菩薩立像
- 大平文書
- 若林文書系図
- 早吸日女神社石鳥居
- 神楽殿
- 拝殿
- 熊本藩船佐賀関入港船絵馬
- 西谷橋

## 史跡
- 大友頼泰墓
- 丹生遺跡
- 滝尾百穴横穴古墳群
- 伽藍石仏
- 万寿寺石造国東塔
- 王ノ瀬天満宮の家形石棺
- 府内城跡
- 西福寺宝篋印塔
- 福城寺逆修石幢
- 福城寺宝塔
- 山の川石造宝塔
- 宝篋印塔
- 摺石幢
- 佐藤家墓地五輪塔群
- 原村石幢
- 地福寺宝塔
- 地福寺石幢
- 鶴迫磨崖仏
- 鶴迫磨崖連碑
- 永冨家逆修碑（3基）
- 宝泉寺大乗妙典一字一石塔
- 十谷満願寺跡宝篋印塔

## 無形民俗文化財
- 柞原太鼓
- 深山流伊与床神楽
- 岡倉神楽

## 無形民俗文化財（選択）
- 羽田神楽

## 有形民俗文化財
- 鯔網大漁光景図絵馬
- 漁業図大絵馬

## 天然記念物
- オオイタサンショウウオおよび生息地
- ヤマフジ
- クスノキ
- 柞原八幡宮の森